# Galeotto II Pico della Mirandola
Galeotto II Pico (Mirandola, 31 maggio 1508 – Parigi, 20 novembre 1550) è stato un nobile e condottiero italiano, signore di Mirandola e conte di Concordia a più intervalli: prima dal 1509 al 1510, poi nuovamente dal 1511 al 1514, poi venne privato di Mirandola ma continuò a governare su Concordia fino al 1533, anno in cui attaccò e uccise lo zio Gianfrancesco II Pico, potendo così riunire i due Stati e regnarvi fino alla morte come primo conte di Mirandola e di Concordia.

## Biografia
Era figlio del signore Ludovico I Pico e di Francesca Trivulzio, figlia naturale legittimata di Gian Giacomo Trivulzio. Venne battezzato avendo come padrini l'imperatore Massimiliano I e il duca d'Urbino Guidubaldo I e come madrina Lucrezia Borgia, duchessa di Ferrara.
All'età di un anno rimase orfano del padre, morto nella battaglia di Polesella del 15 dicembre 1509, e la sua successione al governo della città mirandolese, sotto la tutela della madre, venne confermato dall'Imperatore e dal Papa. Francesca Trivulzio cercò tuttavia anche il sostegno del re di Francia al fine di contrastare le rivendicazione del cognato Giovanni Francesco II Pico, che era stato precedentemente spodestato dai fratelli minori a seguito dell'assedio della Mirandola del 1502. A seguito del mutamento del quadro politico italiano conseguente alla pace tra papa Giulio II e la Repubblica di Venezia (14-15 febbraio 1510) e all'inizio dei contrasti contro re Luigi XII di Francia, il ducato di Ferrara e la Signoria della Mirandola passarono dalla parte del nemico.

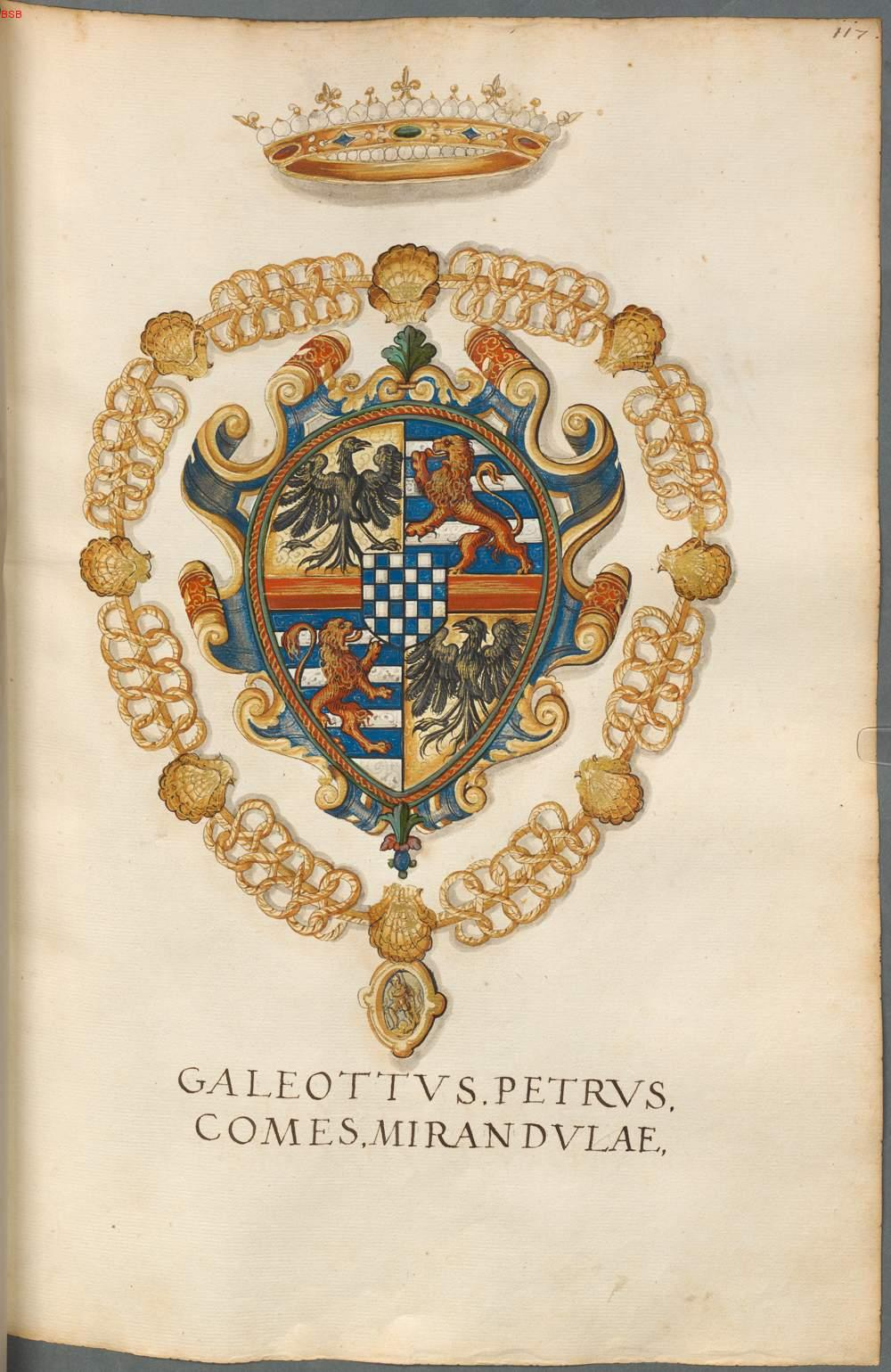
Lo stemma adottato da Galeotto II

Avvicinandosi la guerra, il giovane Galeotto II venne inviato in salvo a Milano, mentre durante il celebre assedio della Mirandola del 1510-1511 di papa Giulio II, apprese l'odio verso lo zio Giovanni Francesco II, che riottenne la Mirandola per pochi mesi, rispodestato poi nuovamente dai Trivulzio. A seguito della situazione conflittuale, l'imperatore incaricò il commissario Matthäus Lang, vescovo di Gurck di risolvere la questione: il 13 ottobre 1513 fu deciso di dividere lo Stato della Mirandola in due parti, con Mirandola assegnata a Gianfrancesco II e Concordia a Francesca Trivulzio, che chiese la protezione di Francesco II, marchese di Mantova. Il 24 aprile 1514 fu così programmato il matrimonio tra Galeotto II Pico e Ippolita Gonzaga di Gazzuolo-Bozzolo, che venne celebrato poi il 7 agosto 1524.
Nel giugno 1528 tenta un colpo di Stato a Mirandola ma viene respinto dai soldati dello zio Gianfrancesco II: assedia quindi la città comandando 500 fanti mantovani e bolognesi e 50 cavalieri, accampandosi presso la chiesa della Madonna delle Grazie e saccheggiando il territorio circostante. Dopo lo scontro contro l'esercito comandato da Pompeo Ramazzotto, è costretto a ritirarsi sconfitto.
Nel marzo del 1529, su richiesta di Roberto da San Severino, il Consiglio dei Savi della Repubblica di Venezia gli affida 500 fanti ed alcune decine di cavalli leggeri, con cui combatte in Lombardia, abbandonando però il campo di Cassano d’Adda per il mancato pagamento dei salari.
La notte tra il 15 e 16 ottobre 1533 penetrò nel castello dei Pico alla guida di un manipolo di 40 fedeli raggruppati da Bartolomeo Brugnoli ed assassinò lo zio Giovanni Francesco II, prendendo il potere sulla Mirandola. L'imperatore Carlo V inviò i suoi commissari a Mirandola, invitando Galeotto a consegnare lo Stato, ma costui si rifiutò e fu per questo accusato di fellonia e condannato a morte il 1º luglio 1536. Ma neppure l'invio del generale Antonio de Leyva e del consigliere Marino Caracciolo riuscì a smuovere Galeotto. Si pose allora, nel 1534, sotto protezione di re Francesco I di Francia, inviando i figli alla corte di Francia.

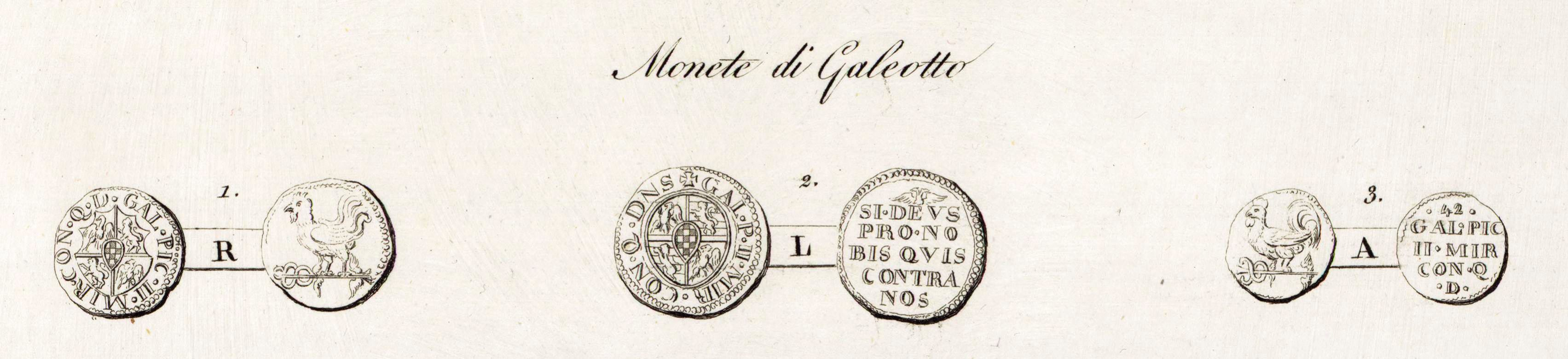
Monete di Galeotto Pico coniate dalla zecca della Mirandola

Nel 1536, al riaccendersi della guerra tra francesi e Carlo V, Galeotto partecipò in Piemonte alle manovre contro gli imperiali. Ricevendo altresì molti finanziamenti per rafforzare le mura (fece altresì demolire tutti gli edifici posti vicino alle fortificazioni, tra cui il convento dei frati domenicani e quello dei frati eremitani alla Vigona), Mirandola divenne così il "nido e la rocca de' Francesi in Italia", in cui "più eserciti" partirono contro Milano, Genova e Firenze.
Scoperta una congiura ai suoi danni nel 1539, fece squartare i tre responsabili, le cui teste furono esposte sulle torri delle porte delle mura di Mirandola.
Insignito da re Francesco I di Francia nel 1540 del collare di cavaliere dell'Ordine di San Michele, Galeotto ottenne anche una pensione di 4.000 ducati annui derivante dalle rendite della diocesi di Limoges.
Dopo la scomparsa della moglie Ippolita (10 settembre 1547), Galeotto II ipotizzò di scambiare la Mirandola con un feudo francese concesso dal re di Francia. Morì poi a Parigi nel 1550 per un'infezione polmonare, disponendo di venire sepolto a Mirandola. Nel testamento dispose la successione al trono mirandolese del primogenito Ludovico II Pico o, in caso di indegnità ed inettitudine, in sequenza dei figli maschi minori Luigi e Ippolito.

## Nella cultura di massa
Nel romanzo Ascanio scritto da Alexandre Dumas padre nel 1843, Galeotto II Pico è citato tra gli esuli italiani francofili insieme a Pietro Strozzi, al conte Orsini di Pitigliano, al conte dell'Anguillara ed altri.

## Discendenza
Dal matrimonio con Ippolita Gonzaga, figlia di Ludovico Gonzaga, II conte di Sabbioneta, e di Francesca Fieschi, figlia del conte Gian Luigi Fieschi di Lavagna e di Caterina del Carretto, ebbe i seguenti figli:
1. Ludovico (* 1525 – † 1568), successore del padre alla sua morte.[1] Sposò a Ferrara nel 1553 in prime nozze Renata d'Este ed ebbe una figlia;[1] poi a Correggio nel 1561 sposò in seconde nozze Fulvia da Correggio ed ebbe discendenza;[1]
2. Luigi (* 1526 - † 1581), vescovo di Limoges, che rinunziò nel 1561.[7]
3. Livia (* battezzata il 21 settembre 1527[8] – † dopo il 14 novembre 1607[9]), sposò Ercole Rondinelli, Conte di Canossa († 1628)[1]
4. Silvia (* 1530 – † di parto, fine settembre 1554[10]), a Parigi nel 1552 sposò il conte Francesco III de la Rochefoucauld (* 1521 – † 1572);[1]
5. Fulvia[1] (* 1534 – † 1607), sposò Carlo de La Rochefoucauld, conte di Randan;[11]
6. Flaminia (* battezzata il 25 luglio 1538[12] - † ?);
7. Giovanni Giacomo, conosciuto come Ippolito (* 1540 – † 1569).[1]

## Ascendenza
|                        |                   |                     | Genitori               |  |  | Nonni |  |  | Bisnonni             |  |  | Trisnonni       |  |
|                        |                   |                     |                        |  |  |       |  |  | Gianfrancesco I Pico |  |  | Giovanni I Pico |  |
|                        |                   |                     |                        |  |  |       |  |  | Gianfrancesco I Pico |  |  | Giovanni I Pico |  |
|                        |                   | Caterina Bevilacqua |                        |  |  |       |  |  | Gianfrancesco I Pico |  |  |                 |  |
| Galeotto I Pico        |                   |                     |                        |  |  |       |  |  | Gianfrancesco I Pico |  |  |                 |  |
|                        |                   | Giulia Boiardo      | Feltrino Boiardo       |  |  |       |  |  |                      |  |  |                 |  |
|                        |                   | Giulia Boiardo      | Feltrino Boiardo       |  |  |       |  |  |                      |  |  |                 |  |
|                        |                   | Giulia Boiardo      | Guiduccia da Correggio |  |  |       |  |  |                      |  |  |                 |  |
| Ludovico I Pico        |                   | Giulia Boiardo      |                        |  |  |       |  |  |                      |  |  |                 |  |
|                        |                   | Niccolò III d'Este  | Alberto V d'Este       |  |  |       |  |  |                      |  |  |                 |  |
|                        |                   | Niccolò III d'Este  | Alberto V d'Este       |  |  |       |  |  |                      |  |  |                 |  |
|                        |                   | Niccolò III d'Este  | Isotta Albaresani      |  |  |       |  |  |                      |  |  |                 |  |
| Bianca d'Este          |                   | Niccolò III d'Este  |                        |  |  |       |  |  |                      |  |  |                 |  |
|                        |                   | Anna de' Roberti    | ?                      |  |  |       |  |  |                      |  |  |                 |  |
|                        |                   | Anna de' Roberti    | ?                      |  |  |       |  |  |                      |  |  |                 |  |
|                        |                   | Anna de' Roberti    | ?                      |  |  |       |  |  |                      |  |  |                 |  |
| Galeotto II Pico       |                   | Anna de' Roberti    |                        |  |  |       |  |  |                      |  |  |                 |  |
|                        | Antonio Trivulzio | ?                   |                        |  |  |       |  |  |                      |  |  |                 |  |
|                        | Antonio Trivulzio | ?                   |                        |  |  |       |  |  |                      |  |  |                 |  |
|                        | Antonio Trivulzio | ?                   |                        |  |  |       |  |  |                      |  |  |                 |  |
| Gian Giacomo Trivulzio | Antonio Trivulzio |                     |                        |  |  |       |  |  |                      |  |  |                 |  |
|                        |                   | Francesca Visconti  | ?                      |  |  |       |  |  |                      |  |  |                 |  |
|                        |                   | Francesca Visconti  | ?                      |  |  |       |  |  |                      |  |  |                 |  |
|                        |                   | Francesca Visconti  | ?                      |  |  |       |  |  |                      |  |  |                 |  |
| Francesca Trivulzio    |                   | Francesca Visconti  |                        |  |  |       |  |  |                      |  |  |                 |  |
|                        |                   | ?                   | ?                      |  |  |       |  |  |                      |  |  |                 |  |
|                        |                   | ?                   | ?                      |  |  |       |  |  |                      |  |  |                 |  |
|                        |                   | ?                   | ?                      |  |  |       |  |  |                      |  |  |                 |  |
| ?                      |                   | ?                   |                        |  |  |       |  |  |                      |  |  |                 |  |
|                        |                   | ?                   | ?                      |  |  |       |  |  |                      |  |  |                 |  |
|                        |                   | ?                   | ?                      |  |  |       |  |  |                      |  |  |                 |  |
|                        |                   | ?                   | ?                      |  |  |       |  |  |                      |  |  |                 |  |
|                        |                   | ?                   |                        |  |  |       |  |  |                      |  |  |                 |  |